# Ptorthodius lanei
Ptorthodius lanei är en skalbaggsart som beskrevs av Wittmer 1963. Ptorthodius lanei ingår i släktet Ptorthodius och familjen Phengodidae. Inga underarter finns listade i Catalogue of Life.